# Bitwa nad rzeką Mincio (1814)
Bitwa nad rzeką Mincio – bitwa z okresu VI koalicji antyfrancuskiej stoczona między siłami Cesarstwa Austrii dowodzonymi przez Heinricha von Bellegarde a siłami I Cesarstwa Francuskiego i Królestwa Włoch dowodzonymi przez Eugeniusza de Beauharnais. Została stoczona w tym samym miejscu co wygrana przez Napoleona bitwa pod Borghetto w 1796 roku. Bitwa została nierozstrzygnięta.

## Tło strategiczne
Po klęsce Napoleona w bitwie pod Lipskiem w 1813 r., wojska francuskie wycofały się na zachód w celu ocalenia Francji przed głównym naporem sił koalicji antyfrancuskiej. Jednak kampania 1814 r. obejmowała inne teatry działań poza Francją, a jednym z nich były północne Włochy, które Austriacy próbowali odzyskać. Joachim Murat, król Neapolu, przeszedł na stronę antynapoleońską i zagrażał głównej armii francuskiej którą dowodził pasierb Napoleona, Eugeniusz. Armia austriacka dowodzona przez Heinricha von Bellegarde nacierała ze wschodu i przekonała Eugeniusza, że bitwa jest konieczna, aby wyeliminować jednego przeciwnika, zanim będzie mógł zająć się drugim. Ponieważ żołnierze austriaccy stanowili większe zagrożenie, Eugeniusz postanowił zająć pozycję nad rzeką Mincio.

## Preludium
Pole bitwy było bardzo niewygodne dla zaangażowanych armii; około 70 000 ludzi walczyło na osi północ-południe o długości około 30 kilometrów (około 20 mil), która rozciągała się od jeziora Garda aż do twierdzy Mantua. Niski stosunek sił do przestrzeni oznaczał, że każdy dowódca potrzebował czasu, aby zrozumieć rozwijającą się sytuację i utrudniał skuteczne reagowanie. Rzeka Mincio, która dzieliła jezioro Garda i Mantuę, była usiana wioskami i mostami, które stały się głównymi punktami zainteresowania w miarę postępu bitwy.
Eugeniusz dysponował armią liczącą 41 000 żołnierzy, ale oddzielił 7 000 żołnierzy, aby strzegli jego południowej flanki nad rzeką Pad, pozostawiając 34 000 na nadchodzącą bitwę. Jego armia składała się z włoskiej gwardii królewskiej, dywizji kawalerii i dwóch korpusów niebędących w pełni siły pod dowództwem generałów Paula Greniera i Jeana-Antoine'a Verdiera. Oddziały pierwszego z nich zostały rozmieszczone wokół Mantui, podczas gdy oddziały drugiego broniły twierdzy Peschiera na północnym skraju pola bitwy. Plan Eugeniusza zakładał podwójne okrążenie, które ostatecznie połączyłoby siły Greniera i Verdiera i pozwoliło im wyprzeć Austriaków z pola bitwy. Na papierze był to dobry plan, ale podwójne okrążenie, zwłaszcza na taką skalę, zwykle działa przy dużej przewadze liczebnej lub mobilności taktycznej, których Francuzi nie mieli.
Siły Heinricha von Bellegarde były liczbowo równoważne siłom Eugeniusza, co oznaczało, że szybkie manewrowanie powinno być kluczowe dla odniesienia sukcesu w bitwie. Jego 35 000 żołnierzy zostało rozmieszczonych w sposób, który pozwolił na obserwację kontrolowanych przez Francuzów Peschiery i Mantui, a jednocześnie miał wystarczająco dużo żołnierzy, aby przeprowadzić atak przez uszczuplone centrum Eugeniusza wokół wioski Borghetto; brygada pod dowództwem generała Franza von Vlasitsa strzegła Peschiery, dywizja pod dowództwem generała Antona Mayera von Heldenfelda obserwowała Mantuę, a trzy dywizje pod dowództwem generałów Paula von Radivojevicha, Franza von Pflachera i Augusta von Vecsey miały stanowić główne uderzenie przez Borghetto i Pozzolo. Bellegarde początkowo zakładał, że Francuzi będą się wycofywać, ale kiedy austriackie patrole zauważyły silną "tylną straż" po drugiej stronie rzeki Mincio, zdecydował się nie angażować tak wielu żołnierzy, jak pierwotnie planowano i nakazał dywizji rezerwowej pod dowództwem generała Franza von Merville'a pozostanie na wschodnim brzegu w Pozzolo, co prawdopodobnie uratowało jego armię przed katastrofą.
Żadna ze stron nie znała swoich zamiarów, które stały się aż nazbyt jasne po rozpoczęciu bitwy. Bellegarde oczekiwał, że Eugeniusz się wycofa, podczas gdy Eugeniusz oczekiwał, że Bellegarde nie zaatakuje. Kiedy więc bitwa się rozpoczęła, Bellegarde odkrył, że jego południowa flanka się załamuje, a Eugeniusz zauważył, że jego osłabione centrum się rozpadło, obie strony były oszołomione

## Bitwa
Bez żadnego konfliktu, dwie brygady dywizji Radivojevicha zaczęły przybywać do Borghetto o godzinie ósmej rano 8 lutego. Francuzi opuścili w nocy swoje placówki w centrum, co jeszcze bardziej przekonało Austriaków, że ich wróg faktycznie się wycofuje. Austriacy ruszyli na północny zachód i napotkali kilka francuskich oddziałów w wiosce Olfino, około dwóch 3,2 km od Borghetto. Kiedy generał Verdier udał się do Olfino, aby osobiście ocenić sytuację, zdał sobie sprawę, że został odcięty od głównej armii francuskiej na południu i odwołał swoją ofensywę. Verdier odwołał włoską dywizję pod dowództwem generała Giuseppe Palombiniego do Peschiery i rozkazał dywizji generała Philiberta Fressineta skierować się na południe i strzec przed ewentualnymi austriackimi atakami z Borghetto.
W międzyczasie coraz więcej wojsk austriackich przemieszczało się na zachodnią stronę rzeki. Ostatnia brygada Radivojevicha, trzy szwadrony ułanów i dwie brygady dywizji Pflachera przekroczyły Mincio między 9, a 10 rano. Austriacka dywizja rezerwowa pod dowództwem generała Merville'a dotarła do Pozzolo i zatrzymała się w oczekiwaniu na dalsze instrukcje. Ale podczas gdy sytuacja Francuzów w centrum wydawała się ponura, ich południowa ofensywa okazała się o wiele bardziej skuteczna. Do tego dwutorowego ataku użyto około 20 000 ludzi i były dwa główne punkty ataku: twierdza Mantua, z której Grenier miał rozpocząć, oraz wioska Goito, nieco dalej w górę rzeki od Mantui, gdzie dowodził Eugeniusz. Awangarda ataku Eugeniusza była prowadzona przez generała Bonnemainsa, który kontrolował 31 Chasseurs à Cheval, dwa bataliony lekkiej piechoty i cztery działa. Placówki generała Mayera zostały łatwo opanowane, ponad 500 zostało jeńcami, a Grenier i Eugeniusz ostatecznie połączyli się w wiosce Roverbella. Zagrożony oskrzydleniem, generał Mayer wycofał się około 5,6 km na północny wschód do wioski Mozzecane. Francuzi kontynuowali pościg na północ i myśleli, że spotkają się z głównymi siłami austriackimi w okolicach Villafranca, ale gorzko się rozczarowali. Około 10 rano Eugeniusz usłyszał strzały na zachodnim brzegu rzeki i był zaskoczony, widząc dużą część armii austriackiej w miejscu, w którym zupełnie się ich nie spodziewał.
W tym momencie bitwy pozycja obu armii wyglądała dość dziwnie, ponieważ wiele oddziałów po obu stronach zajmowało brzegi rzeki, gdzie ich przeciwnik rozpoczął walkę. Eugeniusz podjął teraz krytyczną i słuszną decyzję, aby kontynuować atak i mieć nadzieję, że jego nacierające kolumny ponownie przestraszą główną armię austriacką przez Mincio. Odesłał włoską gwardię królewską z powrotem do Goito, aby zabezpieczyć most, wzmocnił swoją wschodnią flankę przeciwko Mayerowi i, z 13 000 ludzi i 30 działami, ruszył na północ do wioski Valeggio, mając nadzieję na odcięcie linii odwrotu wroga. Wcześniejsza decyzja Bellegarde'a o pozostawieniu rezerwy opłaciła się; dragoni Merville'a rozgromili huzarów generała Perreymonda i zdobyli sześć dział brygady, lecz później Francuzi przeprowadzili kontratak, odepchnęli Austriaków i odzyskali pięć z tych dział. Merville rozmieścił swoich ludzi w trzech liniach wokół Pozzolo: pierwsze dwie składały się z 2000 elitarnych grenadierów pod dowództwem generała Josefa von Stutterheima, a trzecia z brygady dragonów. Czekali oni na atak Eugeniusza, który odwołał Gwardię Królewską z Goito, aby wzmocnić dwie dywizje piechoty pod dowództwem generałów François Jean Baptiste Quesnel i Marie François Rouyer. Eugeniusz w końcu rozpoczął połączony atak zbrojny i tylko heroiczny opór mas Stutterheima, które straciły ponad 700 ludzi, uniemożliwił przełamanie. Zdając sobie sprawę z niebezpieczeństwa oskrzydlenia, Merville wycofał się około 1,6 km na północ od Pozzolo. Ludzie Eugeniusza zaatakowali dywizję Merville'a na jej nowej pozycji, ale w tym czasie wystarczające posiłki z Bellegarde pozwoliły Merville'owi powstrzymać francuską falę i praktycznie zatrzymać bitwę. Ponowne natarcie Francuzów doprowadziło ich do wioski Foroni, ale zmrok uniemożliwił zdobycie kluczowego mostu Borghetto. W międzyczasie ludzie Verdiera na północy zdołali pokonać austriackie szarże.
Bellegarde przypuszczał, że Eugeniusz będzie kontynuował atak rano, więc zarządził odwrót przez rzekę. Ale po raz kolejny Bellegarde źle ocenił sytuację, ponieważ Eugeniusz chciał nawiązać kontakt ze swoim północnym skrzydłem i szybko wycofał swoje siły tam, skąd przybyły: do Goito i Mantui.

## Następstwa
Eugeniusz przyznał się do zwycięstwa, pisząc do żony po bitwie, ale w rzeczywistości bitwa została nierozstrzygnięta sprawa. Straty nie były szczególnie duże - 3500 dla sił francusko-włoskich i 4000 dla Austriaków.